# 鬼 (江戸川乱歩)
『鬼』（おに）は、江戸川乱歩の著した短編小説。1931年（昭和6年）4月、『キング』に掲載された。トリックは『シャーロックホームズ最後の挨拶』の中の『ブルース・パーティントン設計書』をそのまま借用していると乱歩自身が述べている。

## 登場人物
殿村昌一主人公。探偵小説家で長野のS村に帰省中。
大宅幸吉S村の村長の息子で、殿村の幼馴染。
山北鶴子S村の素封家の娘で、幸吉の許嫁。
絹川雪子幸吉の恋人。N市に住む。
国枝予審判事。殿村とは高等学校時代の同級生。

## あらすじ
長野県の山奥深いS村に帰省中の探偵小説家殿村昌一は、幼馴染の大宅幸吉と村はずれを散歩中、大曲と呼ばれる鉄道のカーブ近くで山犬に食い荒らされた若い女性の遺体を発見する。顔が判別できなかったが、着物から幸吉の許嫁である山北鶴子と判明する。やがて、鶴子は殺害された日、Kというイニシャルの手紙に呼び出されていたことが分かる。幸吉は手紙など渡していないし、自分は当日N市に行っていたと否定するが、実は幸吉は許嫁の鶴子を嫌っており、N市に行っていたのは恋人絹川雪子と密会することであったため、なぜN市に行っていたかを言えず、予審判事の国枝に容疑をかけられてしまう。遺体のあった場所には五日前、刃物の刺さった等身大の藁人形が落ちていたことが分かり謎は深まる。とうとう幸吉は恋人に会いに行ったことを白状するが、国枝より、雪子は幸吉はその日来てないと証言したといわれ驚愕する。殿村は幸吉の無実を信じ、N市の2階部屋の下宿に雪子を訪ねる。思っていたより不美人で、しかも目を合わせようとしないなど様子がおかしい。しかも入れ違いに雪子の下宿にあがった警官は女などいないぞという。部屋の窓の外は操車場で、そこの工夫に線路に飛び降りて逃げた者はいなかったと尋ねても、そんな者はなかったという。しかしここで殿村はすべての真相と犯人の居場所を一瞬にして知る。N市と次の停車場であるUとの間にある高原療養所に真犯人はいるはずだと。そこへ殿村が国枝と行ってみると、そこに入所したばかりの絹川雪子がいた。いやそれはさっき殿村の前で絹川雪子と称していた山北鶴子なのであった。鶴子が嫉妬と復讐の鬼となり、そのために、雪子を殺し、幸吉に嫌疑がかかるよう企んだのだった。鶴子はN市の雪子の下宿の窓のすぐ外に木材を運ぶ貨物列車が停車することを利用し、まず雪子がいないときにその下宿に忍び込んで窓から藁人形を貨物列車に載せ、S村の大曲のカーブでそれが落ちることを確認した。そしてあの日、幸吉が雪子の下宿を去った入れ違いに雪子を殺害、その遺体に自分の着物を着せ、顔をつぶして貨物列車に載せ、自分はそのまま雪子になりすまし、雪子（自分）のアリバイを確保していたのだ。そして殿村と会った日も窓から貨物列車に乗って逃げ、操車の都合で列車が高原療養所の前に停止した隙に、そのまま高原療養所に逃げ込んだのだと殿村は国枝に語る。

## 版
- 角川文庫『悪魔の紋章』収録 1973年
- 春陽堂文庫『パノラマ島奇談』収録 1987年
- 講談社 江戸川乱歩推理文庫『白髪鬼』収録 1989年